# ジュエル・コミュ
ジュエル・コミュ（JEWEL COMMU）は、インターネットから利用できるジュエリーやアクセサリーに特化したソーシャル・ネットワーキング・サービス（SNS）。山梨県北杜市に本社を置く内藤貴金属製作所が運営、2011年9月にサービスを始める。

## 概要
ジュエル・コミュはジュエリーに特化したSNSであり、ジュエリーやアクセサリー好きのためのソーシャルコミュニティサイト。

## 利用方法
パソコン、携帯電話のどちらからアクセスしても利用することができる。携帯電話については、主要3キャリアに対応している。iPhoneやAndroidなどのスマートフォン端末からはパソコン向けサイトを利用可能である。